# Єдле (Свентокшиське воєводство)
Єдле (пол. Jedle) — село в Польщі, у гміні Лопушно Келецького повіту Свентокшиського воєводства.
Населення — 334 особи (2011).
У 1975—1998 роках село належало до Келецького воєводства.

## Демографія
Демографічна структура на день 31 березня 2011 року:
|          | Загалом | Допрацездатний вік | Працездатний вік | Постпрацездатний вік |
| -------- | ------- | ------------------ | ---------------- | -------------------- |
| Чоловіки | 180     | 40                 | 125              | 15                   |
| Жінки    | 154     | 31                 | 93               | 30                   |
| Разом    | 334     | 71                 | 218              | 45                   |